# باشگاه بسکتبال شهرداری بندرعباس

شهرداری بندرعباس یکی از تیم‌های حاضر در لیگ برتر بسکتبال ایران است و میزبان آن شهر بندرعباس در استان هرمزگان است. بازی‌های خانگی شهرداری در ورزشگاه فجر بندر عباس (Fajr Court) برگزار می‌شود که دیگر تیم بندرعباس یعنی کارگران هرمزگان در لیگ دسته یک بسکتبال ایران و تیم فوتسال آذرخش در لیگ یک فوتسال ایران از این ورزشگاه استفاده می‌کنند. شهرداری بندرعباس توانست در سه سال متوالی با مربیگری رضا هنگام پور از لیگ دسته دو به لیگ برتر بسکتبال ایران صعود کند. شهرداری موفق‌ترین تیم تازه‌وارد به لیگ برتر بود که توانست در اولین سال حضورش در لیگ برتر بسکتبال ایران خود را در رتبه هفتم جدول قرار دهد و راهی پلی آف شود ولی به دلیل بیماری کووید ۱۹ مسابقات پلی آف بسکتبال ایران لغو شد.